# Pandora
V grški mitologiji naj bi bila Pandora (v stari grščini, Πανδώρα, ki izhajajo iz πᾶς »vsi« in δῶρον "darilo") prva ženska, ki je bila narejena iz gline. Zevs je bil jezen na Prometeja, ker je ukradel ogenj iz nebes, zato je ukazal Hefajstu in drugim bogovom, naj ustvarijo žensko, Pandoro, ki naj bi bila lepa in zvita. Nato jo je poslal na Zemljo, kjer se je poročila s Prometejevim bratom Epimetejem. Zevs ji je kot poročno darilo dal skrinjico, ki jo je odprla in iz nje se je sprostil roj vseh vrst bolezni, sovraštev, zavisti in vse druge stvari, ki jih ljudje še niso doživeli. Poskusila je zapreti skrinjico, a bilo je prepozno.
»Odpreti Pandorino skrinjico« se še danes uporablja kot metafora za navidez nepomembno ali nedolžno dejanje, ki ima hude negativne posledice.